# Hongqi

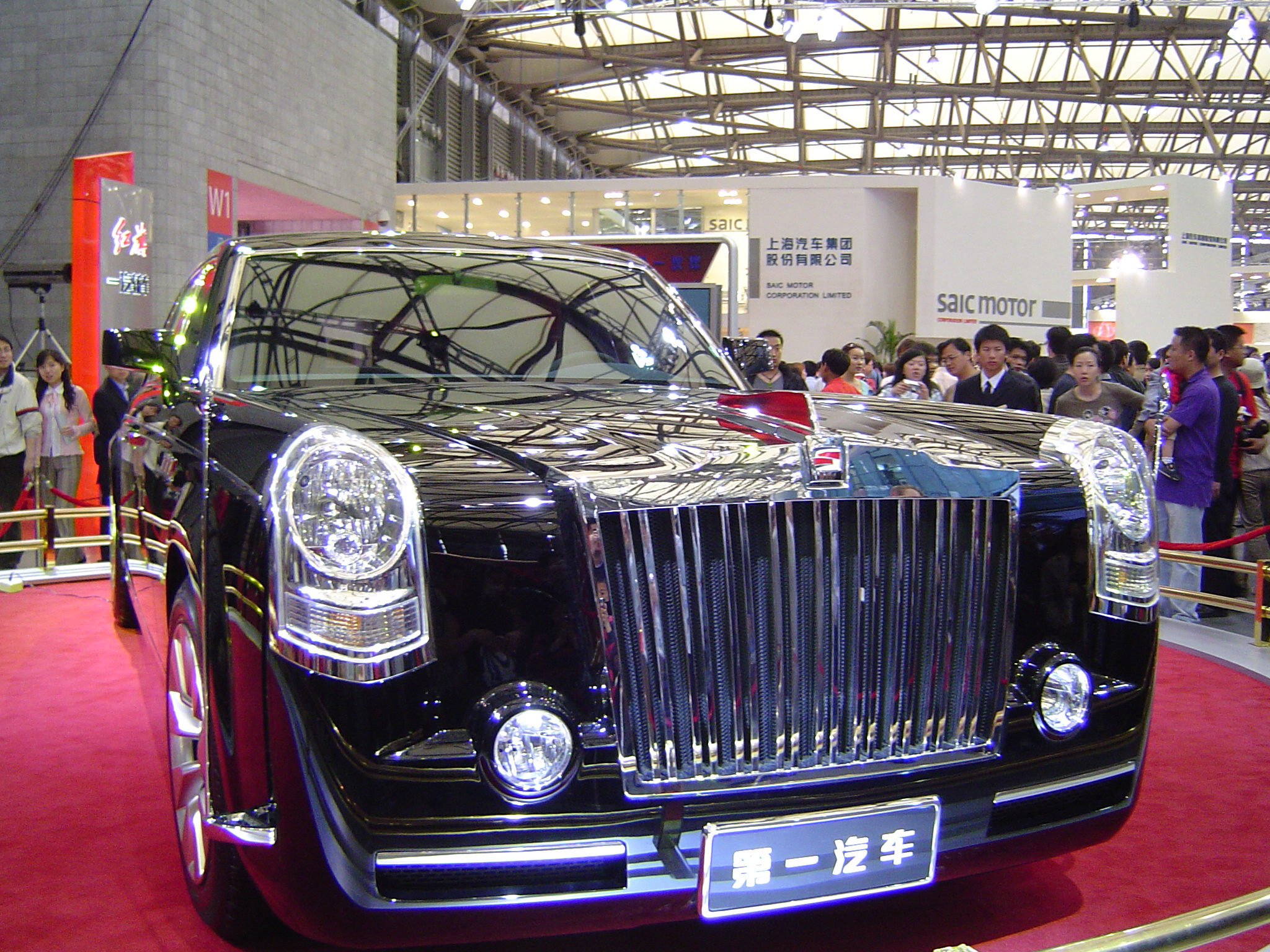
Hongqi HQC conceptauto

Hongqi („Rode vlag” in het Chinees) is een Chinees automerk.
Hongqi is het luxemerk van FAW, dat opgericht is in 1958. In augustus 1959 rolde de eerste productie auto uit de fabriek, de CA72. Het produceerde aanvankelijk Chinese uitvoeringen van Russische limousines. Omstreeks 1965 werd de CA770 gepresenteerd, het had drie rijen zitplaatsen en werd vooral gebruikt door binnenlandse en buitenlandse hoge functionarissen. De productie liep door tot in de jaren zeventig en er waren twee modellen, de CA770A en CA770BM. In 1969 maakte het de eerste auto met pantser die bescherming bood tegen kogels. In 1980 werd teruggevallen op de assemblage van Audi en Lincolns, de Hongqi CA7460 is een voorbeeld van deze laatste samenwerking. Ook maakte Hongqi een lokaal-gebouwde versie van de Rolls-Royce Phantom, de Toyota Crown en de Mazda 6.
In 2013 werden weer eigen modellen in productie genomen: de L7 (acht cilinders) voor het hogere partijkader en de L9 (twaalf cilinders) voor de partijtop en buitenlandse gasten.
Met de komst van Xu Liuping bij FAW in augustus 2017 werden de ambities voor Hongqi sterk verhoogd. In 2018 werden slechts zo'n 20.000 voertuigen verkocht, maar door te investeren in nieuwe modellen wil FAW de concurrentie aangaan in het luxe segment van de automarkt. De modellenlijn werd uitgebreid en bestaat in 2021 uit drie sedans, twee SUVs en twee volledig elektrische voertuigen. In 2019 werden 100.016 auto's verkocht, het jaar erop was het iets meer dan 200.000 en in 2021 werden 300.000 voertuigen verkocht.

## Galerij

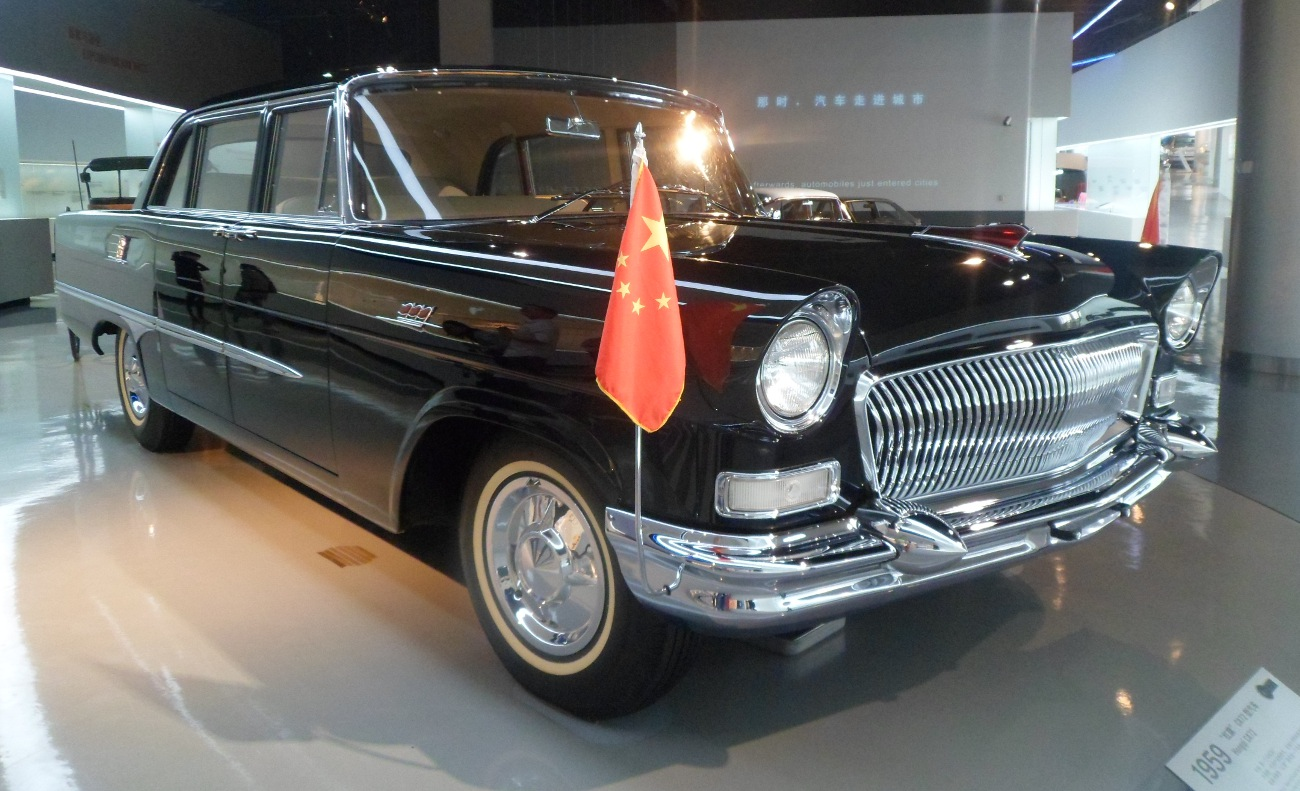
Hongqi CA72
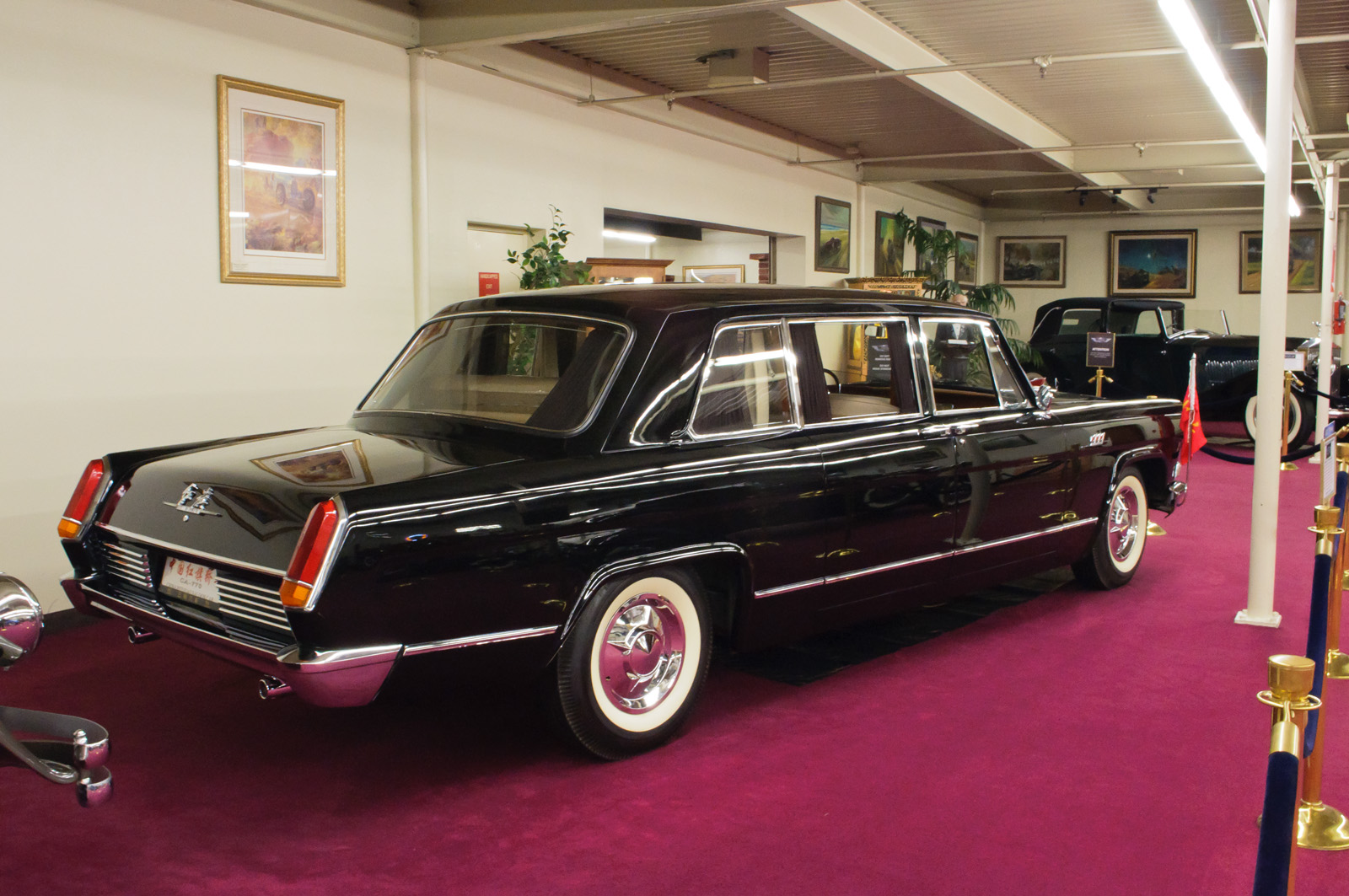
Hongqi CA770
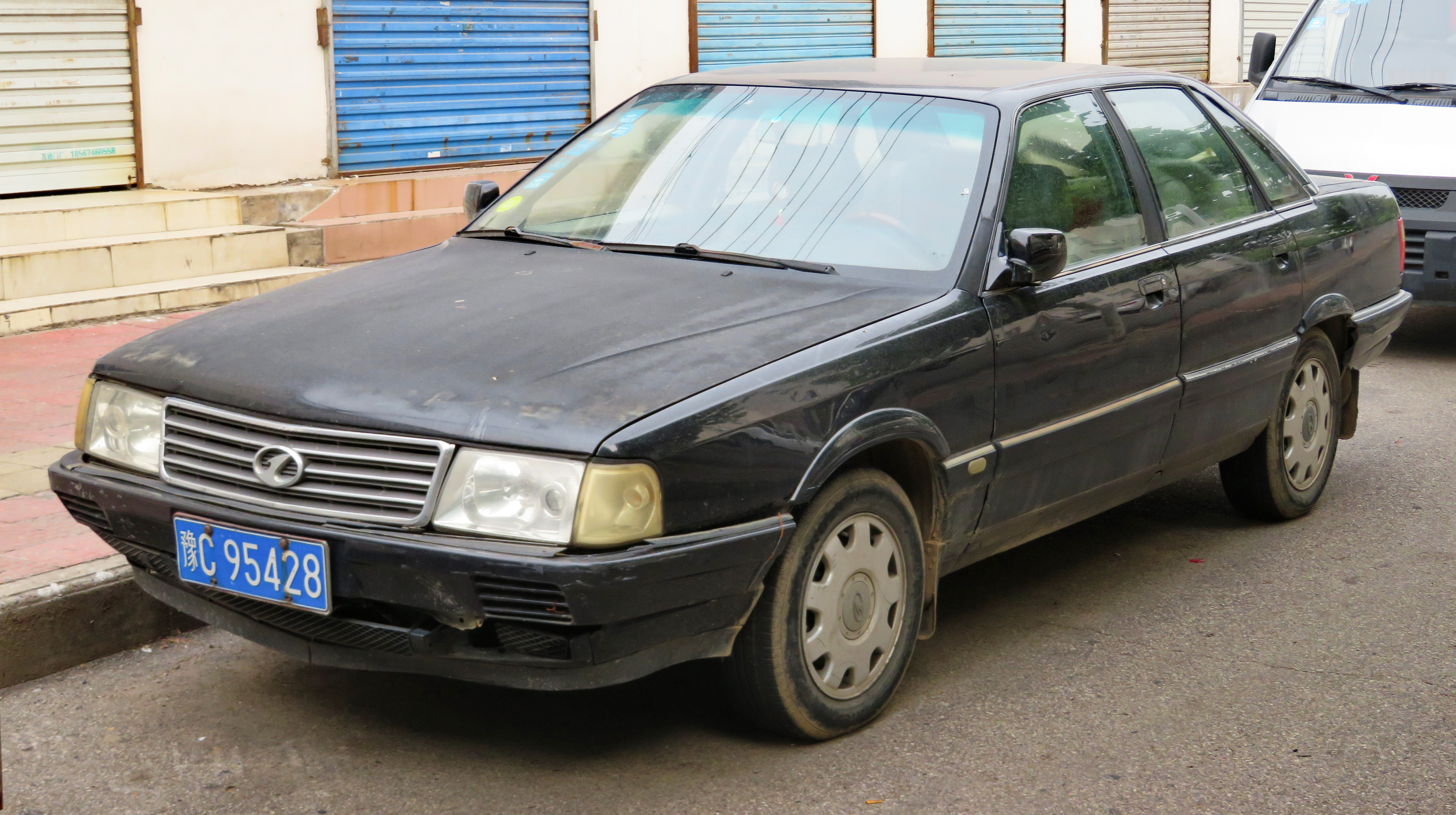
Hongqi CA7180 gebaseerd op een Audi model
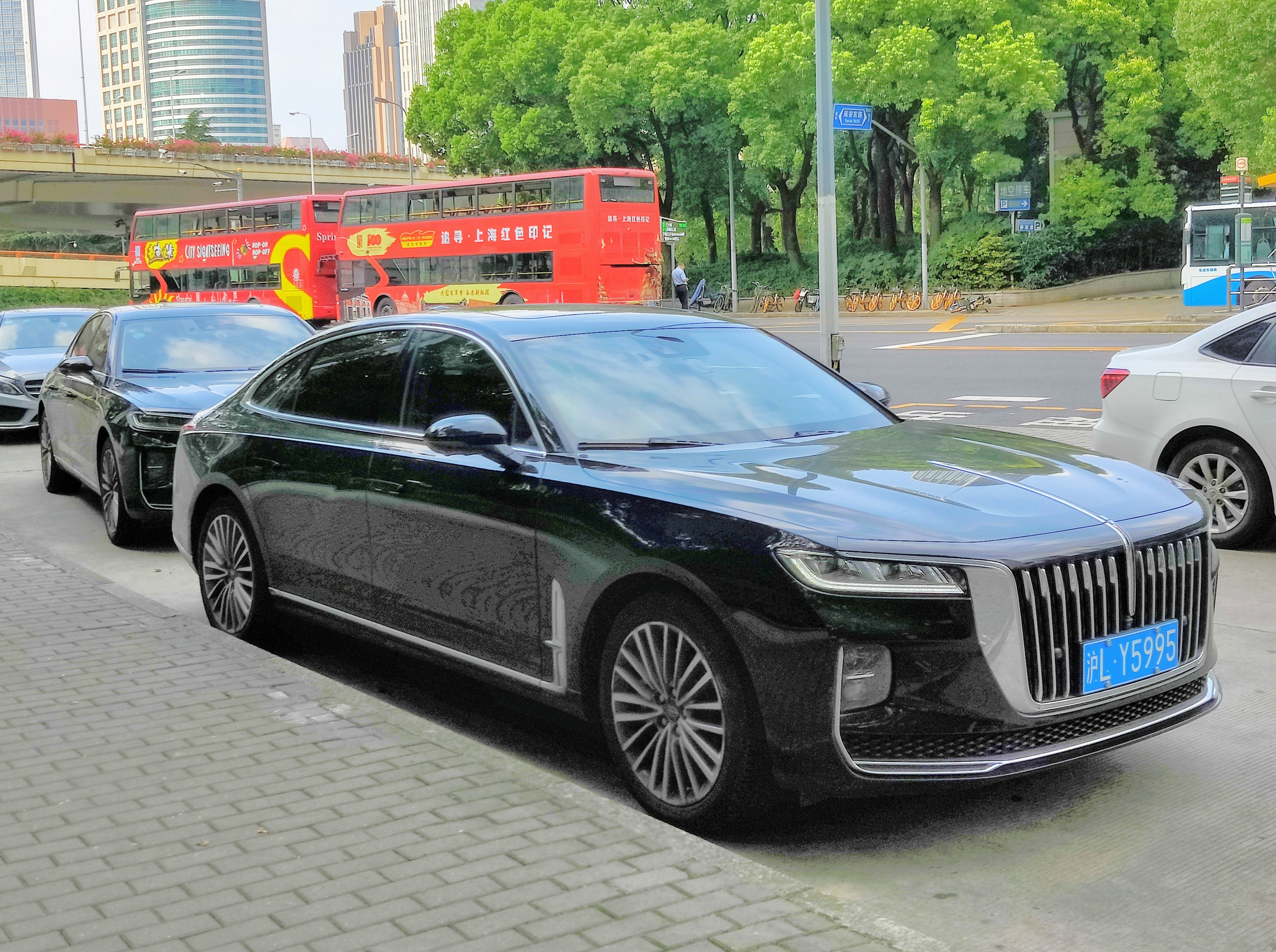
Hongqi H9